# U3
U3 — стандарт форматувания USB-флеш-дисків, які просуваються з 2004 року групою компаній, зокрема — M-Systems, SanDisk, Mozilla Foundation, Skype, RealNetworks, TrendMicro та іншими.
Флеш-накопичувач пропунується ділити на дві частини, одна з яких (менша) представляеться операційній системі як CD-ROM, а інша — як звичайний USB-флеш-диск.
На перший розділ записана невелика програма Launchpad «лонч-пад»,
яку ОС автоматично стартує якщо дозволена функція CD-autoplay.
Після старту лонч-пад, користувачу відображається список так-званих переносних програм, які можна запустити з другого (більшого) розділу флешки.
Переносні застосунки являють собою версії програм, мало пов'язаних з операційною системою, наприклад, з Windows-реєстром. Робота переносної (Portable) програми не залишає слідів на хост-комп'ютері. Результати роботи і персональні налаштування можуть бути збережені у другому розділі флешки або в Internet.

## U3 і Термінальні сервери
U3 (на відміну від звичайного стандарту flash-диск) не повністю сумісний з програмами термінального доступу (такими як mstsc, rdesktop, citrix ICA) — CD-ROM що імітується не потрапляє в сесію.